# Gloom
Gloom (japanski: クサイハナ Kusaihana) jedan je od 1025 fiktivnih vrsta Pokémona iz medijske franšize Pokémon, skupa Pokémon videoigara, animiranih serija, manga stripova, knjiga, igraćih karata i drugih medija kojima je tvorac Satoshi Tajiri. Svrha je Glooma u videoigrama, animiranoj seriji i manga stripovima, kao i svrha ostalih Pokémona, borba s divljim Pokémonima – neukroćenim stvorenjima koje igrači i likovi pronalaze dok kreću na razne avanture – i pripitomljenim Pokémonima drugih Pokémon trenera.

## Etimologijaimena
Gloomovo ime dolazi od engleske riječi "gloom" = sumorno, potišteno, što asocira na njegov prividan tužan izgled lica. Engleska riječ "bloom" = procvjetati, mogla bi biti sekundarni utjecaj na njegovo ime. 
Njegovo japansko ime, Kusaihana, znači "zeleni cvijet" ili "smrdljivi cvijet".

## Pokédex podaci
- Pokémon Red/Blue: Tekućina koja curi iz njegovih usta nije slina. To je zapravo nektar kojim Gloom privlači plijen.
- Pokémon Yellow: Nevjerojatno smrdi! Ipak, jedan od tisuću ljudi doživljava njegov smrad ugodnim.
- Pokémon Gold: Ono što nalikuje slini zapravo je med. Veoma je ljepljiv i tvrdoglavo prijanja ako je dodirnut.
- Pokémon Silver: Izlučuje ljepljiv med nalik slini. Iako je sladak, smrad koji otpušta ne dopušta približavanje.
- Pokémon Crystal: Miris sirupa nalik slini i peluda na njegovim laticama toliko je snažan i neugodan da u protivnika može izazvati nesvjesticu.
- Pokémon Ruby: Gloom otpušta neugodan miris iz tučka svoga cvijeta. Kada je suočen s opasnošću, smrad se pogoršava. Ako je ovaj Pokémon smiren i osjeća se sigurnim, ne otpušta tipičnu smrdljivu aromu.
- Pokémon Sapphire: Gloom nakapava med iz svojih usta koji nevjerojatno smrdi. Gloomu se naizgled smrad dopada. Miriše otpušne plinove nakon kojih snažnije slini.
- Pokémon Emerald: Nevjerojatno smrdljiv med curi iz njegovih usta. Jedan dašak meda može izazvati gubitak pamćenja. Neki njegovi fanovi obožavaju ovaj smrad.
- Pokémon FireRed: Njegov tučak otpušta nevjerojatno neugodan miris. Miris može izazvati nesvjesticu na udaljenosti od čak 2 kilometra.
- Pokémon LeafGreen: Tekućina koja curi iz njegovih usta nije slina. To je zapravo nektar kojim Gloom privlači plijen.
- Pokémon Diamond/Pearl: Med koji curi iz njegovih usta tako je neugodnog mirisa da se može osjetiti kilometrima daleko.

## U videoigrama
Gloom je široko rasprostranjen u Pokémon Red (i njegovoj remake verziji FireRed), najčešći način kako bi se steklo Glooma jest razvijajući Oddisha, kojega se može pronaći na sjeveru grada Vermiliona, na zapadu grada Saffrona i na Stazi na kojoj igrač izađe iz Podzemnog puta. Gloom je isto dostupan desno od grada Fucshia.
Gloom se može razviti samo uz pomoć Kamenja – Lisnati kamen pretvorit će ga u Vileplumea, dok će ga Sunčani kamen pretvoriti u Bellosoma.

## Tehnike
| Prirodne tehnike                 | Prirodne tehnike | Prirodne tehnike |
| -------------------------------- | ---------------- | ---------------- |
| Tehnika                          | Vrsta tehnike    | Razina           |
| Upijanje (Absorb)                | Travnati         |                  |
| Slatki miris (Sweet Scent)       | Normalni         |                  |
| Kiselina (Acid)                  | Otrovni          |                  |
| Otrovni prah (PoisonPowder)      | Otrovni          |                  |
| Omamljujuća spora (Stun Spore)   | Travnati         |                  |
| Uspavljujući prah (Sleep Powder) | Travnati         |                  |
| Mega isušivanje (Mega Drain)     | Travnati         | 23               |
| Čarolija sreće (Lucky Chant)     | Normalni         | 29               |
| Dar prirode (Natural Gift)       | Normalni         | 35               |
| Mjesečina (Moonlight)            | Normalni         | 41               |
| Giga isušivanje (Giga Drain)     | Travnati         | 47               |
| Ples latica (Petal Dance)        | Travnati         | 53               |

## Statistike
| HP:      | 60 |  |
| Attack:  | 65 |  |
| Defense: | 70 |  |
| Special: | 85 |  |
| SpAtk:   | 85 |  |
| SpDef:   | 75 |  |
| Speed:   | 40 |  |

Statistika Special korištena je samo tijekom prve generacije; kasnije je podijeljenja na Special Attack i Special Defense statistike.

## U animiranoj seriji
Gloom je u animiranoj seriji najpoznatiji po tome što je jedan od Pokémona koji pripadaju Eriki, Vođi Dvorane grada Celadona. Prema priči iz epizode 26, Erika je srela Glooma kada ju je napao Grimer. Gloom je upotrijebio svoj odvratni miris da bi udaljio Grimera od Erike. Sada je Gloom Erikin najjači Pokémon.
Nakon što je Tim Raketa uzrokovao požar u Dvorani grada Celadona kako bi se osvetio Eriki jer im nije otkrila tajnu formulu svojih parfema, Gloom je ostao zarobljen u Dvorani dok su plamenovi proždirali zgradu. Ash je, doduše, utrčao u goruću Dvoranu i spasio Gloomov život. Kao nagradu, Ash je dobio Dugin bedž od Erike.